# Vierde Chinese overheersing
De vierde Chinese overheersing van Vietnam is de periode van 1407 tot 1418 waarin Vietnam onder het gezag van het Chinese keizerrijk stond.
In 1406 viel de Ming-dynastie het land binnen onder het mom de Tran-dynastie te willen herstellen. Het jaar erna kroonde Gian Dinh, de jongste zoon van Tran Nghe Tong, zich tot keizer als opvolger van de Tran-dynastie (de zogenaamde Latere Tran-dynastie). Hij begon een oorlog tegen de Ming die tegen 1413 volledig was mislukt.
In 1418 begon Le Loi een opstand vanuit Lam Son (Lam Sơn) in Thanh Hoa. In 1427 slaagde deze rebellie en kwam er een einde aan de vierde overheersing. Dat luidde het begin aan van een nieuwe dynastie in de Vietnamese geschiedenis: de Latere Le-dynastie.
Hoewel de vierde Chinese overheersing van Vietnam niet lang duurde, was ze wel hevig. De Vietnamezen werden gedwongen te leven volgens de regels van de Chinese cultuur, heel wat boeken en geschriften werden naar China gebracht, heel wat kunstenaars en ambachtslui (waaronder veel wapenmakers) werden naar de toenmalige Chinese hoofdstad Nanking gedeporteerd. En hiernaast werd Vietnam onderworpen aan hoge belastingen.

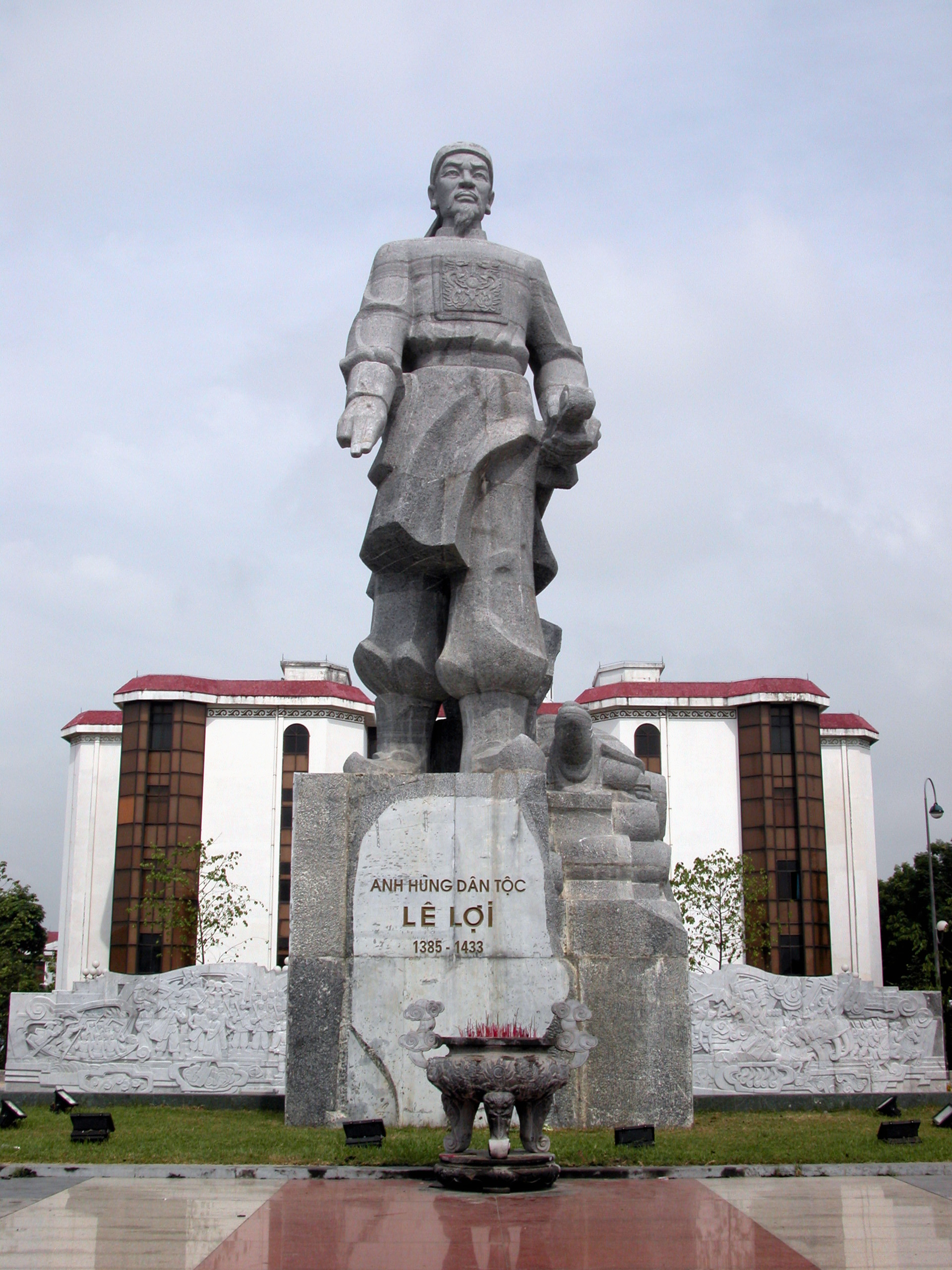
Standbeeld van Le Loi